# Tanaecia uposatha
Tanaecia uposatha är en fjärilsart som beskrevs av Hans Fruhstorfer 1913. Tanaecia uposatha ingår i släktet Tanaecia och familjen praktfjärilar. Inga underarter finns listade i Catalogue of Life.